# Грайм
Грайм (англ. grime) — музыкальный жанр, возникший в 2000 году в восточном Лондоне (Ист-Энд) на стыке гэриджа и раггамаффина. Грайм характеризуется темпом около 140 ударов в минуту, минималистичным брейкбитом с ярко выраженными малыми барабанами, «консольными» футуристическими электронными звуками и глухими раскатистыми басами. Как правило, поверх этих музыкальных зарисовок, так называемых «риддимов», идёт скоростное ритмичное зачитывание или пение в стиле современного ар-н-би; атмосфера треков часто очень мрачная и агрессивная. В период становления эту музыку также называли саблоу (sublow), эйтбар (8-bar) и эскибит (eskibeat). Нередко грайм-риддимы путают с дабстепом, другим преимущественно инструментальным ответвлением гэриджа, пришедшим с юга Лондона; в то же время дабстеп-композиции зачастую используют в качестве основы для вокальных грайм-треков — путём наложения поверх типичной читки. Так же часто путают технику исполнения хип-хоп артистов и грайм мс, ошибочно называя грайм поджанром хип-хопа.
Изначально термином грайм, несущим уничижительный оттенок (grime — грязь), обозначали новую волну гэриджа низкого качества от продюсеров из небогатых районов, пишущих свою музыку используя «базовые пакеты» таких программ для персональных компьютеров как FruityLoops и Propellerhead Reason, а также на дешёвых грувбоксах или вовсе на игровых консолях. Однако к 2002 году грайм оформился в цельную эстетическую форму. Композиции в этом жанре ротируются на музыкальных телеканалах и попадают в хит-парады. Некоторым представителям грайма удалось подписать контракты с крупными лейблами звукозаписи и спонсорские контракты с известнейшими компаниями спортивной одежды и обуви. В 2003 году ярчайший представитель грайма Dizzee Rascal стал обладателем престижной британской музыкальной премии Mercury Prize за свой дебютный альбом «Boy in da Corner».
Основной метод распространения грайма — это так называемые «микстейпы» и пиратское радио, хотя эта музыка представлена и на некоторых легальных альбомах и радиостанциях (Kiss 100, BBC 1Xtra, BBC Radio 1 и т. п.).

## Особенности
Грайм характеризуется темпом около 140 ударов в минуту, минималистичным брейкбитом с ярко выраженными малыми барабанами, «консольными» футуристическими электронными звуками и глухими раскатистыми басами. Как правило, поверх этих музыкальных зарисовок, так называемых риддимов, идёт скоростное ритмичное зачитывание или пение в стиле современного ар-н-би; атмосфера треков зачастую мрачная и агрессивная. В период становления жанр также называли саблоу (sublow), эйтбар (8-bar) и эскибит (eskibeat). Нередко грайм-риддимы путают с дабстепом, другим преимущественно инструментальным ответвлением гэриджа, пришедшим с юга Лондона; в то же время дабстеп-композиции нередко используют в качестве основы для вокальных грайм-треков — путём наложения поверх типичной читки. Также часто путают технику исполнения хип-хоп-артистов и грайм-МС, ошибочно называя грайм поджанром хип-хопа.

## История

### 1990-е годы
Грайм зародился в портовом городе Ист-Энд, став изначально локальным явлением. Исполняемый потомками африканских иммигрантов, жанр впитал характерность звучания, а изготавливался подпольно — музыканты писали композиции дома без профессиональной аппаратуры, семплировали звуки улиц Лондона, вследствие чего выпускались только на пиратских радиостанциях (Rinse FM, Deja Vu FM, Major FM, Delight FM, Freeze 92.7 и Mission). Одним из первых исполнителей был Wiley, что читал тексты поверх джангла. Также выделились деятели вроде Kano, Dizzee Rascal.

### 2000-е годы
В 2000-х правительство Великобритании задействовало отдел столичной полиции Trident, дабы бороться с насильственными преступлениями, которые связаны с применением огнестрельного оружия, потому близкая к криминальному миру культура грайма быстро начала терять своих представителей; помимо того, лейблы теперь ограничивали MC, пытаясь избавиться от «грязи» в треках.
Трек «Oi» от More Fire Crew в 2002 оказался переломным моментом, из-за которого грайм вышел за пределы андерграунда на радиостанции и чарты Восточного Лондона. Начал функционировать телеканал «Channel U». Последствием популяризации жанра стало изменение его звучания — оно становилось более современным и изящным. Постепенно такие аспекты как консольное, «дешёвое» звучание канули в Лету, а отдельные артисты даже устраивали коллаборации с поп-артистами.

### 2010-е годы
К 2013 продюсеры вновь попытались популяризировать грайм, экспериментируя со звучанием. Считается, что это тесно связано с повторным падением известности дабстепа. В 2015 Канье Уэст пригласил отдельных грайм-исполнителей на BRIT Awards 2015, за что подвергся критике. В 2018 году жанр вернулся в андерграунд.